# Índies Orientals

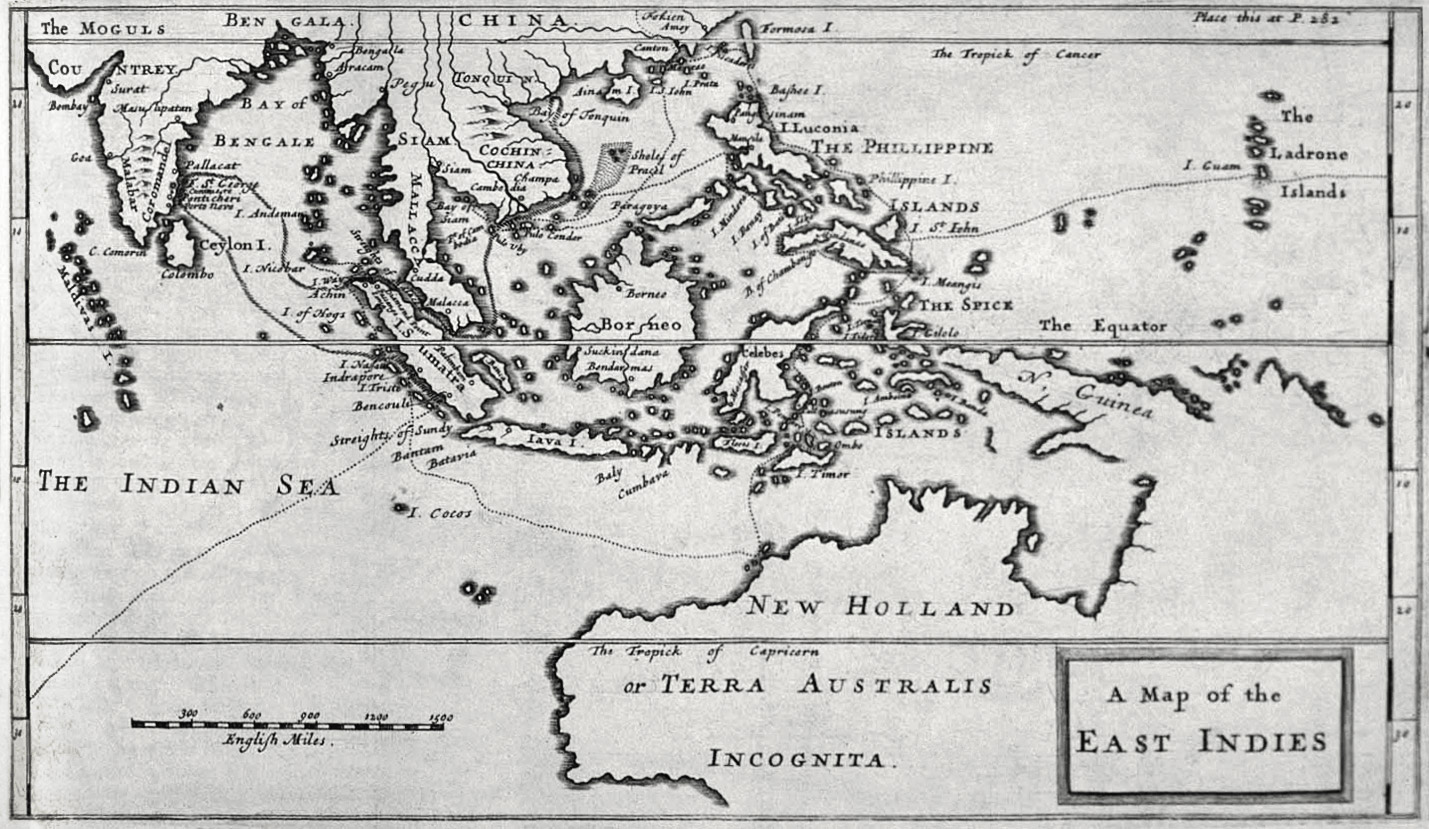
Índies Orientals. Mapa per William Dampiers (1697).

Índies Orientals va ser un terme utilitzat el 1600 endavant per al que avui és conegut com a Sud-est asiàtic. Es va fer servir predominantment per a les illes marítimes de l'Àsia Sud-oriental, és a dir l'Arxipèlag Malai, per contrast amb les Índies Occidentals.
El terme està associat amb l'era colonial, especialment amb les activitats de les diverses companyies de les Índies Orientals.